# Lymeon imitatorius
Lymeon imitatorius är en stekelart som först beskrevs av Fabricius 1804.  Lymeon imitatorius ingår i släktet Lymeon och familjen brokparasitsteklar. Inga underarter finns listade i Catalogue of Life.